# Добронравов Олександр Андрійович
Олександр Андрійович Добронравов (нар.. 30 липня 1962, в місті Москва) — російський співак, композитор, продюсер. З 7 січня 2023 року перебуває під санкціями РНБО за антиукраїнську діяльність.

## Біографія
Народився 30 липня 1962 року в Москві на Старому Арбаті. Батько, Андрій Сергійович Добронравов, професор, народився в Москві у 1937 році. Мама, Сталіна Федорівна Добронравова, інженер, народилася у 1938 році, уродженка України (місто Куп'янськ Харківської області).
Перший контакт з фортепіано стався в три роки, коли Олександр сів за інструмент і підібрав «Ех, повним-повна моя коробочка». Після цього випадку бабуся, Марія Олександрівна Добронравова, почала займатися з Олександром музикою і прищепила музичну культуру. З 1969 року — навчання в загальноосвітній (№ 59) та музичній школах. Важкий підлітковий період збігся з вступом у ВІА «Ровесники».
У 1979 році Олександр Добронравов вступив до Інституту Культури на диригентсько-хорове відділення. Після закінчення інституту, в 1983—1984 рр. — служба в армії, в залізничних військах, участь у будівництві БАМу.
У 1985 році вступив до МОМА (Московське Об'єднання Музичних Ансамблів). У цьому ж році доля звела Олександра Добронравова з Євгеном Хавтаном, і він отримав запрошення до гурту «Браво». Робота над другим альбомом гурту разом з Жанною Агузаровою і участь у фестивалі «Рок-Панорама 86».
У 1986—1987 рр. Олександр Добронравов пробує себе на майданчиках, в гуртах, виступає самостійно і записує свої перші хіти на студіях звукозапису для Сергія Крилова. У 1986 році Олександр Добронравов випускає перший магнітоальбом «Александр Добронравов и группа „36,6“» на вірші В.Пеленягре, М.Крячкова, Ю.Юрченко, О.Шаганова.
З 1988 по 1992 рр. — робота в колективі «Веселі хлопці» як співака, композитора та аранжувальника в одній особі. У 1990 році Олександр Добронравов стає лауреатом «Пісня року 90» за пісню «Безнадёга», а в 1991 році — за пісню «Дама с собачкой» на вірші Лариси Рубальскої.
З 1988 по 1994 рр. — результативна робота Олександра Добронравова в дуеті з Сергієм Криловим. Здобули популярність такі хіти, як: «В далёком Бискайском заливе», «В притоне Катманду», «Месяц Май» (вірші Віктора Пеленягре), «Море», «Стюардесса по имени Жанна-2» (вірші Сергій Крилов), «Осень — золотые листопады» (вірші Володимира Брянського).
З 1995 по 1996 рр. — півторарічний Нью-Йоркський період. Він виявився досить плідним, у серпні 1996 року була написана пісня «Как упоительны в России вечера». pkw-bk1yWYs на YouTube
У 1995 році записана відома пісня «Ромашки для Наташки» (музика О.Добронравов, В. Свердлов — вірші Н. Пляцковська) і знятий однойменний кліп. wlpch9xHgaU на YouTube Також у 1996 році Олександр Добронравов стає музичним керівником фільму «Коли ліхтарики гойдаються нічні» — спільна робота з Володимиром Пресняковим, Сергієм Челобановим, Аркадієм Укупником, Ігорем Сарухановим, Раїсою Саєд-Шах, Сергієм Криловим, Іриною Понаровською та багатьма іншими артистами.
У 1996 році відбулося знайомство з Володимиром Жечковим і запрошення на посаду композитора та музичного продюсера до гурту «Білий Орел». У період з 1997-го по 2000-й роки щорічно випускалися по одному альбому гурт: 1997 — «Птица высокого полёта»; 1998 — «Потому что нельзя быть красивой такой»; 1999 — «С высоких гор»; 2000 — «Добрый вечер». До них увійшли відомі всім хіти: «Я куплю тебе новую жизнь», «Добрый вечер», «Как упоительны в России вечера», «Моя любовь — воздушный шар», «Боже», «Небеса» та інші.
З 1999 року починається активна сольна кар'єра Олександра Добронравова. У 1999 році знімається кліп на пісню «Безнадёга» і з'являється пісня «Волчица» на вірші Германа Вітку — хіт вже нового тисячоліття. Режисером Володимиром Янковським у Мінську знімається кліп «Вовчиця», а в 2002 році виходить перший сольний альбом з однойменною назвою. K1JiiQLRB68 на YouTube
В 2001 році знайомство з поетом-піснярем Михайлом Таничем розширює творчі рамки Олександра Добронравова. «Суп-треска» — перша пісня написана на вірші Михайла Таніча.
До 300-річного ювілею Санкт-Петербурга Олександр Добронравов написав «Гимн Санкт-Петербурга» на вірші Євгена Муравйова. У цій роботі брали участь провідні російські та українські виконавці: Йосип Кобзон, Лариса Доліна, Микола Басков, Ірина Аллегрова, Олександр Маршал, Валерій Меладзе, Жанна Агузарова та інші.
21 лютого 2007 року відбувся авторський творчий вечір Олександра Добронравова в Театрі Естради, присвячений Дню Захисника Вітчизни. Музичний супровід оркестру «Преміум», диригент М. І. Устюжанін.
У 2010 році Олександр Добронравов став членом Спілки композиторів Росії.
У 2011 році Філіп Кіркоров записав пісню «Любовь — пять звёзд» на вірші Симона Осіашвілі, а в 2013 році «Любовь — пять звёзд» стає лауреатом фестивалю «Пісня року». У 2012 році Григорій Лепс записує пісню «Где-то за тучами» на вірші Сергія Каргашина.
У 2013 році виходить альбом «Территория Любви», написаний у співпраці з Михайлом Таничем.
30 липня 2014 року відбувся цифровий реліз альбому кращих композицій Олександра Добронравова «The BEST» в iTUNES. Альбом відразу ж потрапляє в чарти продажів музичних інтернет-майданчиків. 18 грудня 2014 року відбулася офіційна прем'єра синглу і кліпу Олександра Добронравова «Нежданно-негаданно» за участю актриси Любави Грешнової. Режисером кліпу став Олексій Купріянов. f2y5SWi43SM на YouTube
7 квітня 2015 року Олександр Добронравов представив новий сингл «Я с тобой». Примітно, що автором пісні став молодий композитор Костянтин Іванов. 12 серпня 2015 року Олександр Добронравов представив новий танцювальний сингл «Ангел» на вірші Інни Улановської. 30 жовтня 2015 року відбувся реліз нового довгоочікуваного альбому Олександра Добронравова «Нежданно-негаданно», до якого увійшло 16 авторських композицій на вірші Олександра Антикова, Ірини Дюкової, Інни Улановської, Інни Рахманінової, Симона Осіашвілі, Костянтина Іванова, Ігоря Кохановського, Наталії Пляцковської, Ліона Ізмайлова, Євгенія Муравйова, Сергія Ширяєва, Гилмана Фаізова, Сергія Крилова, Лариси Рубальскої та Маргарити Пушкіної.
9 листопада 2015 року відбулася прем'єра кліпу Олександра Добронравова «Ангел, 333» (Ангел, Закріплений за Землею), яка записана за участю струнного квартету. Вірші до пісні написав співак і шоумен Сергій Крилов. Режисером кліпу став Антон Дорін. 6tI6f06VjI8 на YouTube 1 грудня 2015 року відбувся реліз синглу «Холодно», до якого увійшло три версії однойменної пісні: Radio Edit, Alternative Version і Original Full Version. Оригінальна версія пісні «Холодно» є найдовшою за всю композиторську історію Олександра Добронравова, її хронометраж становить 07:04. CfghOH1RGUg на YouTube
26 квітня 2016 року відбувся реліз нового синглу Олександра Добронравова «Родина» — пісня-посвята про трепетної любові до Батьківщини. NKGsdzFQ6jU на YouTube 30 липня 2016 року, в день народження Олександра Добронравова, відбувся реліз першого синглу «Мы Снова Будем Вместе» з майбутньої платівки, реліз якої відбудеться в ювілейному 2018 році. 4 листопада 2016 року відбувся реліз синглу «Жизнь», автори пісні білоруський композитор Герман Титов і поетеса Лариса Архипенко. У 2016 році Олександром Добронравовим спеціально для шоу Філіпа Кіркорова «Я» написана нова пісня «На небе» (вірші Симон Осіашвілі), а також три нові пісні для Алли Пугачової.
В 2015—2016 роках Олександр Добронравов активно гастролює з новою концертною програмою «Неждано-Негадано», яку успішно презентував у Білорусії, Латвії та багатьох містах Росії. До програми увійшли пісні з альбому «Неждано-Негадано», а також «золоті» хіти «Как упоительны в России вечера», «Одинокая волчица», «Ромашки» та хіти в авторському виконанні «Где-то за тучами», «Красивые женщины», «Крик на морском берегу».
2 грудня 2017 року удостоєний диплома фестивалю «Пісня 2017 року» за пісню «На небе», написану спеціально для Філіпа Кіркорова, автор віршів Симон Осіашвілі. Пісня «На небі» також здобула «Золотий Грамофон» і увійшла до 20-ки кращих пісень 2017 року.
З лютого 2018 року Олександр Добронравов працює артистом Брянської обласної філармонії. 7 березня 2018 року у Вегас Сіті Холі (м. Москва) відбувся ювілейний сольний концерт Олександра Добронравова, приурочений до 55-річчя співака і композитора. У концерті взяли участь спеціальні гості: Наталія Москвіна, ДЕЯ, Сергій Крилов та Філіп Кіркоров. 27 червня 2018 року в Культурному Центрі ГУ МВС (м. Москва) відбувся творчий вечора Олександра Добронравова для співробітників поліції, які охороняли порядок на Чемпіонаті світу з футболу 2018 року.
23 липня 2018 року під час зустрічі команди ЦСКА з вболівальниками на домашньому стадіоні армійців, відбулася прем'єра Гімну ЦСКА, який був спеціально написаний Олександром Добронравовим і поетесою Наталією Касимцевою. Робота над гімном ЦСКА тривала протягом восьми місяців. Виконавцем гімну став сам Олександр Добронравов. 27 липня 2018 року відбувся реліз концертного альбому Олександра Добронравова «Ювілейний концерт. Vegas City Hall. Live», який був записаний 7 березня 2018 року у Вегас Сіті Холі.

## Особисте життя
Олександр Добронравов є багатодітним батьком — сини: Данило (нар.. 1981), Андрій (нар.. 1987), Дмитро (нар.. 1994) та дочка Марія (нар.. 2003).

## Нагороди
Лауреат фестивалю «Пісня року»: Безнадёга (1990), Дама с собачкой (1991), Как упоительны в России вечера (1999), Месяц Май (2004), Любовь-Пять звезд (2013), На небе (2017). За пісню «Как упоительны в России вечера» нагороджений премією «Овація» (найкращий шлягер року), 1998 рік.

## Дискографія
- 1986 — «Александр Добронравов и группа 36,6», (магнітоальбом)
- 2002 — «Волчица» (перше видання), (2003 — друге видання) (CD)
- 2003 — «Санкт-Петербург» (сингл) (CD)
- 2007 — «Мужики, как мужики» (Олександр Добронравов / Михайло Таніч) (CD)
- 2013 — «Территория любви» (CD)
- 2014 — «The BEST» (CD)
- 2014 — «Сердцу не прикажешь» (сингл) (цифровий реліз)
- 2015 — «Я с тобой» (сингл) (цифровий реліз)
- 2015 — «Ангел» (сингл) (цифровий реліз)
- 2015 — «Нежданно-Негаданно» (CD)
- 2015 — «Холодно» (сингл) (цифровий реліз)
- 2016 — «Родина» (сингл) (цифровий реліз)
- 2016 — «День любви» (сингл) (цифровий реліз)
- 2016 — «Мы снова будем вместе» (сингл) (цифровий реліз)
- 2016 — «Жизнь» (сингл) (цифровий реліз)
- 2017 — «Оставайся» (сингл) (цифровий реліз)
- 2018 — «Юбилейный концерт. Vegas City Hall. Live» (альбом) (цифровий реліз)
- 2018 — «Открою двери» (сингл) (цифровий реліз)

## Відеокліпи
| Рік  | Кліп                                   | Автори музики і слів                                    | Режисер                             |
| ---- | -------------------------------------- | ------------------------------------------------------- | ----------------------------------- |
| 1994 | «Осень — золотые листопады»            | муз. О. Добронравов — вірші В. Брянський                | МУЗОБОЗ                             |
| 1995 | «Ромашки для Наташки»                  | муз. В. Свердлов, О. Добронравов — вірші Н. Пляцковська | Едуард Старосільський               |
| 1999 | «Безнадёга»                            | муз. О. Добронравов — вірші Л. Рубальська               | Олексій Івлєв                       |
| 2002 | «Одинокая волчица»                     | муз. О. Добронравов — вірші Р. Витку                    | Володимир Янковський                |
| 2003 | «Гимн Санкт-Петербурга» (збірна пісня) | муз. О. Добронравов — вірші Є. Муравйов і К. Фоміна     | Олександр Файфман, Світлана Азарова |
| 2009 | «Облака»                               | муз. О. Добронравов — вірші В. Пеленягре                | Роман Бутовський                    |
| 2014 | «Нежданно — Негаданно»                 | муз. О. Добронравов— вірші. О. Антиков                  | Олексій Купріянов                   |
| 2015 | «Ангел, 333»                           | муз. О. Добронравов — вірші С. Крилов                   | Антон Дорін                         |

### Статті та інтерв'ю
- «Олександр Добронравов випустив концертний альбом» [Архівовано 3 серпня 2018 у Wayback Machine.], портал NEWSMUZ.com, 30.07.2018
- «Олександр Добронравов написав гімн ЦСКА» [Архівовано 30 липня 2018 у Wayback Machine.], ІА «Intermedia», 23.07.2018
- «Любов до музики завжди вкаже правильний шлях» [Архівовано 21 липня 2018 у Wayback Machine.], журнал «Melon Rich», червень 2018
- «Олександр Добронравов відзначив ювілей з Філіпом Кіркоровим» [Архівовано 21 липня 2018 у Wayback Machine.], портал NEWSMUZ.com, 12.03.2018
- «Співак і композитор Олександр Добронравов дасть Ювілейний концерт» [Архівовано 26 серпня 2018 у Wayback Machine.], газета «Аргументи тижня», 06.03.2018
- «Колишні дружини залишилися для мене родичками» [Архівовано 22 липня 2018 у Wayback Machine.], телеканал «МИР», 06.03.2018
- «Слухай своє серце — воно ніколи не підведе!» [Архівовано 3 жовтня 2018 у Wayback Machine.], газета «Вечірня Москва», 04.03.2018
- «Якщо тобі не соромно за пісню — вона вже вийшла» [Архівовано 30 серпня 2018 у Wayback Machine.], ІА «Intermedia», 21.02.2018
- «Вгадати щось з Аллою Пугачовою неможливо» [Архівовано 21 липня 2018 у Wayback Machine.], портал NEWSMUZ.com, 18.02.2018

## Пісні на музику А. Добронравова
- «А ду ю спик» (вірші М. Таніч) — вик. група «Лісоповал»
- «А мне так жалко лето»» (вірші Л. Ізмайлов) — вик. Олександр Добронравов
- «Агент 004» (вірші В. Пеленягре) — вик. Сергій Крилов
- «Алеї кашатнов» (вірші О. Томашевський) — вик. Сергій Крилов
- «Ангел» (вірші І. Улановська) — вик. Олександр Добронравов
- «Ангел, 333» (вірші С. Крилов) — вик. Олександр Добронравов
- «Ангели наші посварилися» (вірші С. Осиашвили) — вик. Олександр Добронравов
- «Англійські юні леді» (вірші В. Пеленягре) — вик. Сергій Крилов
- «Арбалет» (вірші М. Крячков) — вик. Олександр Добронравов і група «36,6» (1986)
- «Кавуни-гарбузи» (вірші М. Таніч) — вик. Олександр Добронравов
- «Атлантика» (Води Атлантики) (вірші В. Пеленягре) — вик. група «Білий орел», Олександр Добронравов
- «Безнадія» (вірші Л. Рибальська) — вик. Олександр Маршал, Олександр Добронравов
- «Незаможник» (вірші Г. Вітке) — вик. Олександр Добронравов
- «Берега» (вірші Ю. Мірошников) — вик. Дея
- «Боже» (вірші В. Пеленягре) — вик. група «Білий орел», Олександр Добронравов
- «Бека» (вірші Г. Вітке — муз. А. Добронравов, А. Укупник) — вик. Аркадій Укупник
- «У повітрі квітень» (вірші А. Рустайкіс) — вик Михайло Мармара
- «У далекому Біскайській затоці» (вірші В. Пелінягра) — вик. Сергій Крилов
- «У кублі Катманду» (вірші В. Пеленягре) — вик. Сергій Крилов
- «Василиса» (вірші Л. Рибальська) — вик. Віктор Салтиков
- «Весна» (вірші Н. Пляцковський) — вик Олександр Добронравов
- «Велосипед професора окей» (вірші О. Томашевський) — вик Сергій Крилов
- «Чарівні ночі Каїра» (вірші С. Моїсеєнко) — вик. Олександр Добронравов
- «Воронок» (вірші М. Таніч) — вик. група «Лісоповал»
- «Злодій» (вірші Л. Рибальська) — вик. Юлія Павловська
- «Воскресіння — Москва» (вірші А. Антиков) — вик. Олександр Добронравов
- «Шкідлива звичка» (вірші М. Таніч) — вик. група «Лісоповал»
- «Все на світі музика» (вірші С. Осиашвили) — вик. група «Республіка»
- «Вундеркінд» (вірші Ю. Ентін) — вик. група «Веселі хлопці»
- «Десь за хмарами» (вірші С. Каргашін) — вик. Олександр Добронравов, Григорій Лепс, Світлана Сурганова
- «Гімн Енергомашспецсталь» (вірші Н. Зінов'єв) — вик. Олександр Добронравов
- «Гітарці» (вірші М. Таніч) — вик. група «Лісоповал»
- «Очі» (вірші Н. Пляцковский) — вик. Олександр Добронравов
- «Рік тому» (вірші Н. Пляцковский) — вик. Михайло Мармара
- «Голлівуд» (вірші М. Таніч) — вик. група «Лісоповал»
- «Голубка» (вірші В. Пеленягре) — вик. група «Веселі хлопці»
- «Горбушка» (вірші М. Таніч) — вик. група «Лісоповал»
- «Графиня» (вірші Н. Пляцковский) — вик. Олександр Добронравов
- «Група крові» (вірші С. Осіашвілі) — вик. Олександр Добронравов
- «Губ твоїх» (вірші Народні) — вик. Сергій Чумаков
- «Гуд бай Елтон Джон» (вірші С. Крилов) — вик. Олександр Добронравов
- «Гудим» (вірші М. Таніч) — вик. група «Лісоповал»
- «Гуси-лебеді» (вірші М. Таніч) — вик. група «Лісоповал»
- «Дай мені знак» (вірші І. Рахманіна) — вик. Олександр Добронравов
- «Давай ніжніше» (Ти ходиш п'яна) (слова народні) — вик. Юрій Філоненко
- «Дама з собачкою» (вірші Л. Рибальська) — вик. група «Веселі хлопці»
- «Даня» (вірші Л. Рибальська) — вик. Олександр Добронравов
- «Дві душі» (вірші І. Рахманіна) — вик. Олександр Добронравов
- «Дівчинка» (вірші Г. Вітке) — вик. Олександр Добронравов
- «День любові» (вірші М. Таніч) — вик. Олександр Добронравов
- «День народження» (вірші Н. Пляцковський) — вик. Олександр Добронравов
- «Тримай удар» (вірші М. Таніч) — вик. Олександр Добронравов, група «Лісоповал»
- «Добрий вечір, скажу я, міс» (вірші В. Пеленягре) — вик. група «Білий орел», Олександр Добронравов
- «Дощ» (Вою я) (вірші С. Крилов) — вик. Сергій Крилов
- «Доктор, вилікуй мене» (вірші С. Каргашін) — вик. Олександр Добронравов
- «Будинок» (вірші Е. Муравйов) — вик Олександр Добронравов
- «Донори» (вірші Л. Рибальська) — вик Олександр Добронравов
- «Достукатися до небес» (вірші Г. Фаїзов) — вик Олександр Добронравов
- «ДПС» (вірші М. Таніч) — вик група «Лісоповал», Олександр Добронравов
- «Друг загинув» (вірші М. Таніч) — вик Олександр Добронравов
- «Інша» (вірші Н. Пляцковський) — вик група «Білий орел», Олександр Добронравов
- «Дуремар» (Хороші дівчатка) (вірші К. Крастошевський — муз. А. Добронравов, А. Укупник) — вик Аркадій Укупник
- «Дурочка Лулу» (вірші В. Пеленягре) — вик група «Веселі хлопці»
- «Дух Святий» (вірші О. Рукавишников) — вик Олександр Добронравов
- «Дим Вітчизни» (вірші Л. Рибальська) — вик Олександр Добронравов
- «Є жінки в російських селищах» (вірші Н. Некрасов) — вик Олександр Добронравов
- «Ще не на часі» (вірші В. Пеленягре) — вик Олександр Добронравов
- «Женя, Жека, Женечка, дружина» (вірші Л. Рибальська) — вик Олександр Добронравов
- «Жінка для всіх» (вірші М. Таніч) — вик Наталія Новікова
- «Життя моя» (вірші М. Таніч) — вик група «Лісоповал»
- «Закрий очі» (вірші С. Осіашвілі) — вик Надія Клюкина
- «Зал очікування» (вірші Г. Вітке — муз. А. Добронравов, А. Укупник) — вик Аркадій Укупник
- «Зима» (вірші Ю. Юрченко) — вик Олександр Добронравов і група «36,6» (1986)
- «Зима» (вірші М. Таніч) — вик група «Лісоповал», Григорій Лепс
- «Золоте кільце» (вірші Н. Пляцковський) — вик. Олексій Кондаков
- «Попелюшка» (вірші Е. Муравйов, муз. О. Добронравов і Л. Величковський) — вик. Олена Неклюдова
- «І знову» (вірші Е. Муравйов) — вик Олена Неклюдова
- «Сповідь російського офіцера» (вірші І. Шептухін) — вик Олександр Добронравов
- «Як чарівних в Росії вечора» (вірші В. Пеленягре) — вик група «Білий орел», Олександр Добронравов, в рамках проекту «Дві зірки» Валерія та Олександр Маршал (дует), в рамках проекту «Живий звук» Олександр Малінін
- «Козаки їхали» (вірші В. Пеленягре) — вик квартет «Гетьман», група «Біловезька пуща»
- «Калахарі» (вірші М. Таніч) — вик Олександр Добронравов
- «Камілла» (вірші В. Пеленягре) — вик Олександр Добронравов і група «36,6» (1986)
- «Карефан» (вірші В. Пеленягре) — вик Олександр Добронравов і група «36,6» (1986)
- «Катя, Катя, Катерина» (вірші М. Таніч) — вик Олександр Добронравов
- «Кибитка нашому житті» (вірші Н. Пляцковський) — вик Олександр Добронравов
- «Київська Русь» (вірші Е. Муравйов) — вик Олександр Добронравов
- «Дзвін» (вірші Ю. Трутень) — вик Олександр Добронравов
- «Колумб» (вірші М. Таніч) — вик група «Лісоповал»
- «Комариха» (вірші М. Таніч) — вик група «Лісоповал»
- «Красуня» (вірші С. Осіашвілі) — вик Христина Збігневская
- «Красиві жінки» (вірші М. Таніч) — вик Олександр Добронравов
- «Червоно — сині» (вірші М. Таніч) — вик Олександр Добронравов
- «Хрещений» (вірші С. Осіашвілі) — вик Олександр Добронравов
- «Крик на морському березі» (вірші В. Пеленягре) — вик група «Веселі хлопці», Женя Герасимова, група Мері Поппінс, група «Білий орел», Олександр Добронравов
- «Лебедине озеро» (вірші Л. Рибальська) — вик Олександр Добронравов
- «Лети — Лети» (вірші Н. Пляцковский) — вик Олександр Добронравов, група «Веселі хлопці»
- «Любава» (вірші М. Таніч) — вик група «Лісоповал»
- «Любіть один одного» (вірші Г. Фаїзов) — вик Олександр Добронравов
- «Любов — п'ять зірок» (вірші С. Осіашвілі) — вик Філіп Кіркоров
- «Маленька донька» (вірші Н. Пляцковский) — вик Олександр Добронравов
- «Мама» (вірші М. Таніч) — вик Олександр Добронравов з синами
- «Матроська тиша» (вірші М. Таніч) — вик група «Лісоповал»
- «Між нами, дівчатками» (вірші О. Гегельскій) — вик Катерина Голіцина
- «Дрібнота» (вірші М. Таніч) — вик група «Лісоповал»
- «Місцевий невідомий» (Хлопець місцевий) (вірші Н. Пляцковський) — вик Олександр Добронравов
- «Місяць Травень» (вірші В. Пеленягре) — вик група «Веселі хлопці», Сергій Крилов, Володимир Пресняков мл, Олександр Добронравов
- «Заметіль в квітні» (вірші М. Шабров) — вик Анатолій Альошин
- «Міліцейська дружина» (вірші Л. Рибальська) — вик Олексій Глизін, Олександр Добронравов
- «Скороминуща» (вірші В. Пеленягре) — вик Олександр Добронравов
- «Мир» (вірші Ю. Юрченко) — вик Олександр Добронравов і група «36,6» (1986)
- «Мир» (вірші М. Таніч) — вик Олександр Добронравов
- «Мішель» (вірші О. Гегельскій — муз. А. Добронравов, А. Укупник) — вик Валерій Леонтьєв, Стас П'єха, Аркадій Укупник, Олександр Добронравов
- «Мішура» (вірші В. Пеленягре) — вик група «Білий орел», Олександр Добронравов
- «Може бути можна» (вірші М. Крячков) — вик Олександр Добронравов і група «36,6» (1986)
- «Мовчання — золото» (вірші Н. Пляцковський) — вик Джул, Олександр Добронравов
- «Москва — Петушки» (вірші М. Таніч) — вик група «Лісоповал»
- «Московський літак» (вірші М. Таніч) — вик Олександр Добронравов
- «Моя Москва» (вірші. Г. Вітку) — вик Надія Бабкіна, Олександр Добронравов
- «Моя любов — повітряна куля» (вірші Н. Пляцковский) — вик група «Білий орел»
- «Чоловік середніх років» (вірші Н. Пляцковський) — вик Михайло Мармара
- «Мужики, як мужики» (вірші М. Таніч) — вик Михайло Таніч та Олександр Добронравов (дует)
- «Ми і Ви» (вірші М. Таніч) — вик група «Лісоповал»
- «Ми не будуємо будинки» (вірші М. Таніч) — вик група «Лісоповал»
- «Ми знову будемо разом» (вірші Г. Фаїзов, Е. Рогов) — вик Олександр Добронравов
- «На Гавайських островах» (вірші В. Пеленягре) — вик Сергій Крилов
- «На долонях вічності» (вірші А. Антиков) — вик Любов Шепілова і Олександр Добронравов (дует)
- «На небі» (вірші С. Осіашвілі) — вик Філіп Кіркоров
- «На тебе я дивлюся» (мені б бачити тебе) (вірші Л. Ізмайлов) — вик Олександр Добронравов
- «Набакир» (вірші М. Таніч) — вик група «Лісоповал»
- «Надійний чоловік» (вірші М. Таніч) — вик Йосип Кобзон
- «Надим» (Дух сеноман) (вірші Н. Жарова) — вик Олександр Добронравов
- «Знайди» (вірші С. Ширяєв) — вик Олександр Добронравов
- «Наташа Ростова» (вірші Л. Рибальська) — вик Наталя Ростова
- «Наше життя» (вірші М. Таніч) — вик група «Лісоповал», Олександр Добронравов
- «Не дає мені відпочити …» (вірші Ю. Юрченко) — вик Олександр Добронравов і група «36,6» (1986)
- «Не дружина заміжня» (вірші В. Пеленягре) — вик Тетяна Маркова
- «Не сказати, що люблю» (вірші М. Таніч) — вик Олександр Добронравов
- «Небеса» (вірші Н. Пляцковский) — вик група «Білий орел», Олександр Добронравов
- «Несподівано — негадано» (вірші А. Антиков) — вик Олександр Добронравов
- «Ненаглядна Брянщина» (вірш А. Борода) — вик. Олександр Добронравов
- «Нафтові королі» (вірші Н. і М. Пляцковский) — вик Олександр Добронравов
- «Ніколи» (вірші В. Пеленягре) — вик Олександр Добронравов
- «Новий рік» (вірші С. Осиашвили) — вик Олександр Добронравов
- «Ностальгія» (вірші В. Пеленягре) — вик Олександр Добронравов і група «36,6» (1986)
- «Нічна серенада» (Елегія) (вірші В. Пеленягре) — вик Андрій Разін і група «36,6» (1986)
- «Нічне метро» (Ніч і дорога) (вірші Ю. Юрченко) — вик Олександр Добронравов і група «36,6» (1986)
- «Нічне Сонце» (вірші Н. Пляцковский) — вик група «Білий орел», Олександр Добронравов
- «Ніч» (вірші С. Моїсеєнко) — вик Олександр Добронравов
- «Хмари» (вірші В. Пеленягре) — вик Олександр Добронравов
- «Самотня вовчиця» (вірші Г. витку) — вик Олександр Добронравов
- «Очікування» (вірші Джуна) — вик Анатолій Альошин
- «Вона любить мене» (вірші О. Томашевський) — вик Сергій Крилов
- «Вони вкрали» (вірші М. Таніч) — вик група «Лісоповал»
- «Осінь — золоті листопади» (вірші В. Брянський) — вик Олександр Добронравов, Сергій Крилов, Олександр Добронравов і Сергій Крилов (дует), Олександр Добронравов і Либерта (дует)
- «Залишайся» (вірші Н. Касімцева) — вик Олександр Добронравов
- «Відкрию двері» (вірші Е. Рогов) — вик Олександр Добронравов
- «Батько» (вірші О. Рукавишников) — вик Олександр Добронравов
- «Офіцерська дружина» (вірші Л. Рибальська) — вик Наталія Москвіна
- «Папарацці» (вірші М. Таніч) — вик Олександр Добронравов, Михайло Грушевський
- «Пасажирка з дощу» (вірші Н. Пляцковский) — вик група «Веселі хлопці»
- «Павутинка» (вірші О. Гегельскій) — вик Олександр Добронравов
- «Пельменна на П'ятницькій» (вірші М. Таніч) — вик група «Лісоповал»
- «Переворот» (вірші М. Таніч) — вик група «Лісоповал»
- «Перестань мені снитися» (вірші Л. Ізмайлов) — вик Олександр Добронравов
- «По місту N» (вірші В. Пеленягре) — вик Олександр Добронравов і група «36,6» (1986)
- «По першому снігу» (вірші В. Пеленягре) — вик Олександр Добронравов
- «Дозволяю тобі не писати» (вірші М. Таніч) — вик група «Лісоповал»
- «Попевочкі» (вірші М.Таніч) — вик Олександр Добронравов, група «Лісоповал»
- «Похолодало» (вірші В. Пеленягре) — вик Андрій Разін і група «36,6» (1986)
- «Прекрасна Батьківщина взимку» (вірші М. Таніч) — вик група «Лісоповал», Олександр Добронравов
- «Прикмети Батьківщини» (вірші Б. Шифрін) — вик Лев Лещенко
- «Прийшла субота» (вірші В. Пеленягре) — вик Олександр Добронравов і група «36,6» (1986)
- «Продай себе» (вірші О. Томашевський) — вик Сергій Крилов
- «Проста пісня» (вірші О. Томашевський) — вик Сергій Крилов
- «Прости» (вірші М. Таніч) — вик Олександр Добронравов
- «Просто» (вірші В. Пеленягре) — вик Олександр Добронравов і група «36,6» (1986)
- «Птах, що не долетіла» (вірші С. Каргашін) — вик Олександр Добронравов
- «Різнокольорові сни» (Прилітай) (вірші Г. витку) — вик Олена Апіна
- «Вирішуйте без мене» (вірші С. Крилов) — вик Сергій Крилов
- «Ріо Ріта» (вірші В. Пеленягре) — вик Олександр Добронравов і група «36,6» (1986)
- «Репс!» (вірші О. Шаганов) — вик Олександр Добронравов і група «36,6» (1986)
- «Батьківщина» (вірші Е. Коган) — вик Олександр Добронравов
- «Ромашки для Наташки» (вірші Н. Пляцковский — муз. А. Добронравов, В. Свердлов) — вик Олександр Добронравов
- «Ромашки» (вірші Н. Пляцковский) — вик Олександр Добронравов
- «Россіюшка» (вірші М. Таніч) — вик Олександр Добронравов
- «Росія ти права» (вірші С. Осиашвили) — вик Олександр Добронравов
- «Російська Імперія» (вірші В. Пеленягре) — вик Олександр Добронравов
- «Русские очі» (вірші Б. Шифрін, Е. Небилова) — вик Олена Гусарова
- «З Днем Перемоги» (вірші С. Осиашвили) — вик Йосип Кобзон, Олександр Добронравов
- «З травня по вересень» (вірші Г. витку) — вик Наталя Любчевская
- «Санкт-Петербург» (вірші Е. Муравйов, Л. Фоміна) — вик Йосип Кобзон, Лариса Доліна, Олександр Добронравов, Ірина Аллегрова, Валерій Сюткін, Олена Апіна, ВІА Сливки, Валерій Меладзе, Микола Басков, Жанна Агузарова, Надія Бабкіна, Сергій Крилов, Олексій Глизін, Олександр Маршал, Віктор Салтиков
- «Свєтка, Світу, Світланка, Світлана» (вірші Л. Рибальська) — вик Олександр Добронравов
- «Світлий ангел» (вірші С. Крилов — муз. А. Карелін, А. Добронравов) — вик Сергій Крилов
- «Свічка» (вірші В. Пеленягре) — вик Олександр Добронравов
- «Свята любов» (вірші Н. Пляцковский) — вик Олександр Добронравов
- «Севастопольські світанки» (вірші В. Дюнін) — вик Олександр Добронравов
- «Північний Кавказ» (вірші Н. Зінов'єв) — вик квартет «Гетьман», Олександр Добронравов
- «Серцю не накажеш» (вірші І. Кохановський) — вик Олександр Добронравов
- «Серьожа» (вірші Л.Рубальская) — вик Олександр Добронравов
- «Сибірські річки» (вірші М. Таніч) — вик група «Лісоповал»
- «Скільки років пройшло» (вірші О.Томашевскій) — вик Сергій Крилов
- «Солдати» (вірші Ю. Трутень) — вик Олександр Добронравов
- «Сон мій — Бог мій» (вірші Е. Муравйов) — вик Джул
- «Сорок друга вулиця» (вірші С. Крилов) — вик Сергій Крилов
- «Сочі точка ру» (вірші Н. Жарова) — вик Олександр Добронравов
- «Ставропілля» (вірш С. Осіашвілі) — вик. Олександр Добронравов
- «Зграя» (вірш А. Кустарев) — вик. Олексій Глизін
- «Стоп!» (вірші М. Таніч) — вик група «Лісоповал»
- «Стюардессочка» (вірші М. Таніч) — вик група «Лісоповал»
- «Стюардеса на ім'я Жанна — 2» (вірші С. Крилов) — вик Сергій Крилов
- «Суп» Тоска "" (вірші М. Таніч) — вик група «Лісоповал»
- «Суперсолдата» (вірші О.Томашевскій) — вик Сергій Крилов
- «Сургут» (вірші М. Таніч) — вик Тамара Гвердцителі та Олександр Добронравов (дует)
- «Сургутський вальс» (вірші Л. Рибальська) — вик Олександр Добронравов
- «Сини» (вірші А. Антиков) — вик Олександр Добронравов
- «Таксі» (вірші О. Павлова) — вик Олександр Добронравов
- «Тамагочі» (вірші І. Кохановський) — вик Олена Неклюдова
- «Територія любові» (вірші М. Таніч) — вик Олександр Малінін, Олександр Добронравов
- «Тиша» (вірші М. Пушкіна) — вик Олександр Добронравов
- «Товариш мент» (вірші М. Таніч) — вик група «Лісоповал»
- «Тільки не це» (вірші В. Пеленягре) — вик Олександр Добронравов і Ірина Дюкова
- «Три гвоздики» (вірші Н. Пляцковский) — вик група «Білий орел»
- «Тричі розлучена дружина» (вірші І. Рєзнік) — вик Михайло Мармара
- «Трійця» (вірші О. Рукавишников) — вик Олександр Добронравов
- «Ту — ту» (вірші М. Таніч) — вик група «Лісоповал»
- «Ти мій скарб» (вірші Г. Бєлкін) — вик Віктор Красавін
- «Убий мене» (вірші М. Шабров) — вик Віктор Салтиков
- «Удар нижче пояса» (вірші Д. Солопов) — вик Олександр Добронравов
- «Дивовижний день» (вірші Л. Рибальська) — вик група «Білий орел»
- «Уренгой» (вірші Н. Зінов'єв) — вик Олександр Добронравов
- «Ідіть» (вірші О.Томашевскій) — вик Сергій Крилов
- «Фазенда» (вірші М. Таніч) — вик Олександр Добронравов
- «Юхимку» (вірші Л. Рибальська) — вик група «На — На»
- «Фірма» (вірші?) — вик Олександр Добронравов і група «36,6» (1986)
- «Футбол» (Женихи) (вірші М. Таніч) — вик Юлія Началова і Олександр Добронравов (дует)
- «Холодно» (вірші І. Дюкова) — вик Олександр Добронравов
- «Храми Росії» (вірші Е. Муравйов) — вик група «Білий орел», Олександр Добронравов
- «Цимес» (вірші М. Таніч) — вик Олександр Добронравов
- «ЦСКА» (вірші Н. Касімцева) — вик Олександр Добронравов
- «Людина» (вірші Неізв.автор) — вик Олександр Добронравов
- «Четверо гостей» (вірші Г. витку) — вик Олександр Добронравов
- «Чечёточка» (вірші М. Таніч) — вик група «Лісоповал», Олександр Добронравов
- «Чуваки» (вірші В. Пеленягре) — вик Олександр Буйнов
- «Шаболовка, 6» (вірші С. Осиашвили) — вик Симон Осиашвили і Олександр Добронравов (дует)
- «Шоколадний захід» (вірші В. Пеленягре) — вик група «Веселі хлопці»
- «Шут» (вірші В. Дюнін) — вик Сергій Крилов
- «Елеонора» (вірші Л. Рибальська) — вик Олександр Добронравов
- «Ельдорадо» (вірші М. Таніч) — вик група «Лісоповал»
- «Я буду робити тобі добре» (вірші С. Каргашін) — вик Андрій Бриг
- «Я виросла» (Ми тепер на ТИ) (вірші Н. Пляцковский) — вик Катерина Семенова
- «Я куплю тобі нове життя» (вірші Н. Пляцковский) — вик група «Білий орел», Олександр Добронравов
- «Я не вірю своїм очам» (вірші Л. Рибальська) — вик Олександр Добронравов
- «Я — звідти» (вірші М. Таніч) — вик група «Лісоповал»
- «Я хочу стати дощем» (вірші Н. Пляцковский) — вик група «Веселі хлопці», Олександр Добронравов